# Gryfina Halicka

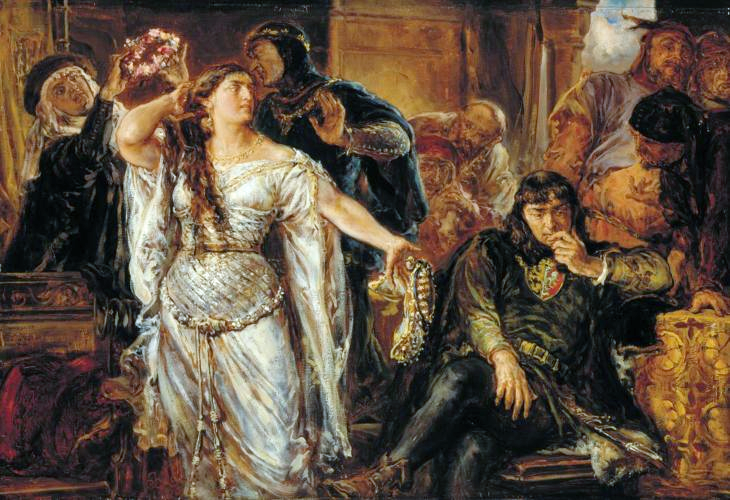
Gryfina Halicka und Leszek der Schwarze von Jan Matejko

Gryfina Halicka, auch Agrippina Rostislawna (* um 1248; † zwischen 1305 und 1309 in Prag) war ab 1265 durch Heirat Herzogin von Krakau.

## Leben
Sie wurde als Tochter des ruthenischen Fürsten Rostislaw Michailowitsch von Halitsch und der ungarischen Prinzessin Anna von Ungarn geboren. Ihre Schwester Kunigunde von Halitsch war Ehefrau des böhmischen Königs Ottokar II. Přemysls. 1265 heiratete Halicka Leszek den Schwarzen, den Herzog von Krakau und Seniorherzog von Polen. Von 1271 bis 1274 lebte das Ehepaar in Trennung. Während des Aufstand 1286 verschanzte sie sich auf dem Wawel. Während des Dritten Mogolensturms floh sie mit ihrem Ehemann nach Ungarn. Die Ehe blieb kinderlos. Nach dem Tod ihres Mannes 1288 trat sie in das Klarissinnenkloster von Stary Sącz ein, in dem bereits die Herzoginwitwe, die Heilige Kinga lebte. 1300 ging sie nach Prag, wo sie einige Jahre später verstarb. Sie ist im Prager Klarissinnenkloster bestattet.